# Runc Adolf

Adolf Runc (ur. 22 czerwca 1890 w Lidzie, zm. w kwietniu 1940 w Charkowie) – major piechoty Wojska Polskiego, ofiara zbrodni katyńskiej.

## Życiorys
Urodził się 22 czerwca 1890 w Lidzie jako syn Macieja i Aleksandry Juszkiewicz. 
Na dzień 1 czerwca 1921 w stopniu kapitana pełnił służbę w Mińskim Pułku Piechoty (przemianowanym wkrótce na 86 pułk piechoty). Dekretem Naczelnika Państwa i Wodza Naczelnego z dnia 3 maja 1922 (dekret L. 19400/O.V.) został zweryfikowany w tymże stopniu (kapitana) ze starszeństwem z dniem 1 czerwca 1919 i 224. lokatą w korpusie oficerów piechoty. Pozostawał wówczas oficerem 86 pp. Następnie przeniesiony do 14 pułku piechoty stacjonującego we Włocławku - na stanowisko dowódcy III batalionu, co ogłoszono pod koniec kwietnia 1923. W roku 1923 zajmował 180. lokatę wśród kapitanów korpusu piechoty i piastował funkcję dowódcy III batalionu włocławskiego pułku.
Na mocy rozporządzenia Prezydenta Rzeczypospolitej Polskiej Stanisława Wojciechowskiego z 1 grudnia 1924 nadano Adolfowi Runcowi stopień majora - z dniem 15 sierpnia 1924 i 57. lokatą w korpusie piechoty. W maju 1925 został ponownie zatwierdzony, rozporządzeniem Ministra Spraw Wojskowych gen. dyw. Władysława Sikorskiego, na stanowisku dowódcy III baonu 14 pp.
W połowie listopada 1926 ogłoszono przeniesienie mjr. Runca, w korpusie oficerów piechoty, z 14 pułku piechoty do 84 pułku piechoty - na stanowisko dowódcy III batalionu. Służąc w 84 pp przesuwany był następnie na stanowiska dowódcy II batalionu i dowódcy I batalionu.
31 października 1927 ogłoszono przeniesienie majora Adolfa Runca z 84 pułku piechoty do 65 pułku piechoty - na stanowisko dowódcy I batalionu. Pod koniec kwietnia 1928 opublikowano zarządzenie Ministra Spraw Wojskowych (marszałka Józefa Piłsudskiego) o przeniesieniu mjr. Runca z 65 pp macierzyście do kadry oficerów piechoty, z równoczesnym oddaniem do dyspozycji dowódcy Okręgu Korpusu Nr VIII w Toruniu. W tym samym roku zajmował 49. lokatę wśród majorów w swoim starszeństwie. 
Na mocy orzeczenia komisji wojskowo-lekarskiej Okręgu Korpusu Nr VII z 28 maja 1929 został przeniesiony, wskutek zupełnej i trwałej niezdolności do służby wojskowej zawodowej, w stan spoczynku z dniem 31 sierpnia 1929, co zostało usankcjonowane zarządzeniem marszałka Józefa Piłsudskiego (Ministra Spraw Wojskowych). Przed przejściem w stan spoczynku, od 10 czerwca do 31 sierpnia 1929, przebywał na urlopie wypoczynkowym.
W roku 1934 jako oficer stanu spoczynku przynależał do Oficerskiej Kadry Okręgowej Nr III i przewidziany był do użycia w czasie wojny. Znajdował się wówczas w ewidencji Powiatowej Komendy Uzupełnień w Lidzie. Zajmował w tym czasie 37. lokatę pośród majorów stanu spoczynku piechoty w swoim starszeństwie (starszeństwo z 15 sierpnia 1924). 
We wrześniu 1939 w bliżej nieznanych okolicznościach dostał się do sowieckiej niewoli. Przetrzymywany był w obozie w Starobielsku, a w kwietniu 1940 zamordowany został przez funkcjonariuszy NKWD w Charkowie. Pogrzebany potajemnie w bezimiennej zbiorowej mogile w Piatichatkach. Od 17 czerwca 2000 spoczywa na Cmentarzu Ofiar Totalitaryzmu w Charkowie.
Minister Obrony Narodowej Aleksander Szczygło decyzją Nr 439/MON z 5 października 2007 mianował Adolfa Runca pośmiertnie do stopnia podpułkownika. Awans został ogłoszony w dniu 9 listopada 2007 w Warszawie, w trakcie uroczystości „Katyń Pamiętamy - Uczcijmy Pamięć Bohaterów” . 
W dniu 17 stycznia 1928 we włocławskim kościele pw. św. Jana mjr Adolf Runc zawarł związek małżeński z Wacławą Piętosa, córką Józefa Konstantego i Marianny Kreczmańskiej - kupców. Zgodę panu młodemu na ślub wydało Biuro Personalne Ministerstwa Spraw Wojskowych w dniu 14 grudnia 1927. 